# F-пространство
В математике, линейное метрическое пространство {\displaystyle V} называют F-пространством (пространством типа F), если выполнены следующие условия:
1. Умножение на скаляр в {\displaystyle V} как отображение {\displaystyle (\alpha ,x)\to \alpha x}, где {\displaystyle x\in V}, а {\displaystyle \alpha \in \mathbb {R} } или {\displaystyle \alpha \in \mathbb {C} }, непрерывно по метрике {\displaystyle V} при фиксированном {\displaystyle \alpha } и стандартной метрике {\displaystyle \mathbb {R} } или {\displaystyle \mathbb {C} } при фиксированном {\displaystyle x}
2. Метрика {\displaystyle V} инвариантна относительно сдвигов, то есть {\displaystyle \rho (x,y)=\rho (x-y,0)}.
3. Метрическое пространство {\displaystyle (V,\rho )} является полным.

Некоторые авторы называют эти пространства пространствами Фреше, но обычно под пространствами Фреше понимаются локально выпуклые F-пространства.
Справедлива теорема: всякое F-пространство является топологическим векторным пространством.

## Примеры
- Все Банаховы пространства и пространства Фреше относятся к F-пространствам.
  - В частности, пространства Lp при {\displaystyle 0<p\leq \infty } являются F-пространствами.